# Stiropius bucculatricis
Stiropius bucculatricis är en stekelart som först beskrevs av William Harris Ashmead 1889.  Stiropius bucculatricis ingår i släktet Stiropius och familjen bracksteklar. Inga underarter finns listade i Catalogue of Life.